# Chile nos Jogos Pan-Americanos de 1983
O Chile competiu nos Jogos Pan-Americanos de 1983 em Caracas, Venezuela, de 14 a 29 de agosto de 1983. Conquistou treze medalhas nesta edição.